# 271009 Reitterferenc
271009 Reitterferenc este un asteroid din centura principală de asteroizi.

## Descriere
271009 Reitterferenc este un asteroid din centura principală de asteroizi. A fost descoperit pe 25 decembrie 2002 la Piszkesteto de Krisztián Sárneczky. Asteroidul prezintă o orbită caracterizată de o semiaxă mare de 2,40 ua, o excentricitate de 0,18 și o înclinație de 0,7° în raport cu ecliptica.